# اندرو لیبانو
اندرو لیبانو (انگلیسی: Andrew Libano; ۱۹ ژانویهٔ ۱۹۰۳ – ۲۲ ژوئن ۱۹۳۵) قایقران قایق بادبانی اهل ایالات متحده آمریکا بود.